# Alfredo d'Escragnolle Taunay
Pour les autres membres de la famille, voir Famille Taunay.
Alfredo d'Escragnolle Taunay, vicomte de Taunay, né à Rio de Janeiro le 22 février 1843 et mort à Rio de Janeiro le 25 janvier 1899, est un écrivain, historien et homme politique brésilien d'origine française.

## Biographie

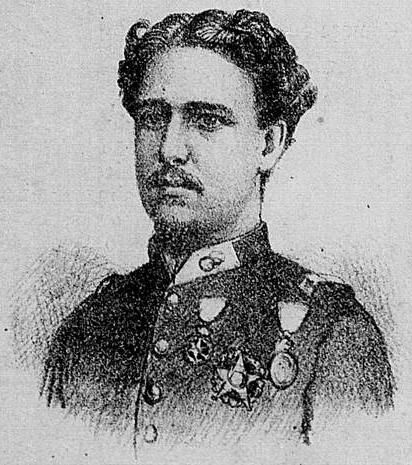
Alfredo d'Escragnolle Taunay.

Son père, Félix-Émile Taunay, était peintre et professeur à l'Academia das Belas-Artes, et sa mère était la baronne D. Gabriela Hermínia Robert d'Escragnolle. Il obtint son baccalauréat de littérature en 1858 au Colégio Pedro II, puis étudia la physique et les mathématiques à l'École militaire de Rio.
Taunay combattit lors de la Guerre de la Triple Alliance (ou guerre du Paraguay) en tant qu'ingénieur, de 1865 à 1870. Il en tira son livre le plus célèbre, La Retraite de Laguna, écrit en français, dans lequel il raconte la tragique retraite d'une partie de l'armée brésilienne. Après la guerre, il obtint un poste à l'École militaire de Rio. Son père étant une connaissance personnelle de Pierre II, il commença également une carrière politique qui le mena aux postes de président des provinces de Santa Catarina en 1876-1877 et de Paraná (État) en 1885-1886, et fut fait par l'Empereur Vicomte de Taunay. Fidèle à Pierre II, il quitta la politique quand celui-ci fut exilé en 1889.
Il fut un auteur prolifique, tant en fiction qu'en sociologie et en histoire. Il était également compositeur, et interprète. Il employa pour signer ses écrits de nombreux pseudonymes : Anapurus, André Vidal, Carmotaigne, Eugênio de Melo, Flávio Elísio, Heitor Malheiros, Sílvio Dinarte, Múcio Escoevola ou Sebastião Corte Real.
Son fils, Afonso d'Escragnolle Taunay, fut aussi un historien et romancier, membre de l'Académie brésilienne des lettres.

## Ouvrages principaux
- La Retraite de Laguna, 1871
- Inocência, roman, 1872
- Lágrimas do Coração. Manuscrito de uma Mulher, roman,1873
- Ouro sobre Azul, roman, 1875
- Amélia Smith, drame, 1886
- No Declínio, roman, 1889
- O Encilhamento, roman, 1894
- Reminiscências, souvenirs, 1904